# Drulity
Drulity [pronunciación en polaco: /druˈlitɨ/] es un pueblo ubicado en el distrito administrativo de Gmina Pasłęk, dentro del condado de Elbląg, Voivodato de Varmia y Masuria, en el norte de Polonia. Se encuentra a unos 9 kilómetros al sur de Pasłęk, a 21 kilómetros al sureste de Elbląg, y a 61 kilómetros al oeste de la capital regional Olsztyn.
El pueblo tiene una población de 410 habitantes.